# Liste der geehrten Persönlichkeiten der Johannes Gutenberg-Universität Mainz
Liste der geehrten Persönlichkeiten der Johannes Gutenberg-Universität Mainz
Stand: 7. Juni 2021

## Ehrensenatoren
Ehrensenatoren der Johannes Gutenberg-Universität Mainz sind bzw. waren:
- Renate von Bardeleben, Amerikanistin, Vizepräsidentin der Johannes Gutenberg-Universität 1995–1998
- Wilhelm Boden, Ministerpräsident von Rheinland-Pfalz a. D., Präsident der Landeszentralbank a. D.
- Albert Boehringer, Fabrikant, 1885 Gründer einer Chemiefabrik in Ingelheim und Grundsteinleger für Boehringer Ingelheim
- Christian Eckert, Altrektor der Universität Köln, Oberbürgermeister a. D. der Stadt Worms
- Jürgen W. Falter, Politikwissenschaftler
- Henry Guerin, Ingenieur Licencié ès sciences, Chevalier de la Légion d'honneur, 1948 Gouverneur von Rheinhessen
- Kurt Hansen, Vorstandsvorsitzender der Farbenfabriken Bayer AG
- Walter Kalkhof-Rose, Kaufmann
- Franz Josef Kohl-Weigand, Unternehmer und Kunstsammler
- Peter Paul Konder
- Helmut Mathy
- Klara Gräfin von Matuschka-Greiffenclau
- Rolf Peffekoven, Finanzwissenschaftler
- Peter Schneider, letzter Rektor und erster Präsident der Johannes Gutenberg-Universität
- Erich Schott, Gründer der Schott-Glaswerke in Mainz
- Jakob Steffan, Innenminister von Rheinland-Pfalz a. D.
- Franz Stein, Oberbürgermeister a. D. der Stadt Mainz
- Wilhelm Steinlein, Staatssekretär a. D.
- Albert Stohr, Bischof von Mainz
- Ludwig Strecker, Musikverlag B. Schott's Söhne
- Leo Trepp
- Carl Wurster, Vorstandsvorsitzender der BASF
- Rainer Zerbe, Biologe, langjähriger Senator der JGU
- Josef Georg Ziegler, Moraltheologe

## Ehrenbürger
Ehrenbürger der Johannes Gutenberg-Universität Mainz sind bzw. waren:
- Klaus G. Adam, Präsident des Kuratoriums der Freunde der Universität Mainz e.V. und Vorsitzender der Johannes Gutenberg-Universitätsstiftung
- Leopold Arnsperger, Vorstandsvorsitzender der Knoll AG
- Andreas Barner, Vorsitzender der Unternehmensleitung von Boehringer Ingelheim (2009–2016)
- Heinz Berndt, Hüttendirektor
- Friedrich Bischoff, Intendant des Südwestfunks a. D.
- Otto Boehringer jun.
- Erich Dombrowski, Chefredakteur der Allgemeinen Zeitung Mainz
- Jakob von und zu Eltz
- Pierre Feuillée, Altpräsident der Université de Bourgogne, Dijon
- André François-Poncet, französischer Botschafter
- Hans Friderichs, Bundesminister a. D., Vorsitzender des Hochschulrates und des Hochschulkuratoriums
- Jockel Fuchs, Oberbürgermeister a. D. der Stadt Mainz
- Karl Glaser, Fabrikdirektor
- Drago Grdenić, Altrektor der Universität Zagreb
- Heinrich Hopff
- Hanns Dieter Hüsch, Kabarettist
- Alfred Hüthig
- Louis Théodore Kleinmann 1945–1946 Stadtkommandant von Mainz
- Hans Klenk, Generalkonsul, Fabrikant
- Julius Lehlbach, MdL a. D., DGB-Vorsitzender Rheinland-Pfalz a. D.
- Karl Lehmann, Kardinal, römisch-katholischer Bischof
- Julius Liebrecht, Fabrikant
- Otto Löhr, Direktor der Pädagogischen Akademie i. R.
- Ernst Marx, Mediziner
- Werner Neuse
- Michel Oppenheim, Kulturdezernent der Stadt Mainz a. D., Mitbegründer der Vereinigung »Freunde der Universität Mainz. e.V.«
- Roger Paris, Altpräsident der Université de Bourgogne, Dijon
- Jocelyne Pérard, Präsidentin der Université de Bourgogne, Dijon
- Emil Preetorius, Präsident der Akademie der schönen Künste Bayern a. D.
- Menahem Pressler, Pianist, Musikpädagoge
- Olin C. Robison, Altpräsident des Middlebury College/Vermont
- Emy Roeder, Bildhauerin
- Georg Rückert, Regierungspräsident a. D.
- Curt Freiherr von Salmuth
- Dieter Sammet, ehem. Technischer Vorstand der ESWE
- Otto Sartorius
- Ernst Schäck, Ministerialdirigent a. D.
- Erling Ozer Schild, Altrektor der Universität Haifa
- Anna Seghers, Schriftstellerin
- Alexander Freiherr von Senarclens-Grancy, Diplomat und Kunstsammler
- Ludwig Strecker, Musikverlag B. Schott's Söhne
- Lothar Strobel, Rechtsanwalt, Generalbevollmächtigter des Verwaltungsrates der Blendax-Werke a. D.
- Adolf Süsterhenn, Mitglied des Bundestages a. D., Staatsminister a. D., Präsident des Oberlandesverwaltungsgerichtes a. D., Vorsitzender des Verfassungsgerichtshofs in Koblenz a. D.
- Wulf Vater
- Jaques Vaudiaux, Rektor der Akademie Montpellier
- Siegfried Wagner, Präsident des Justizprüfungsamtes a. D.
- Herbert Willersinn, Vorstandsmitglied der BASF AG
- Carl Zuckmayer, Schriftsteller

## Inhaber der Diether von Isenburg-Medaille
Inhaber der Diether-von-Isenburg-Medaille für langjährige Freunde und Förderer der Johannes Gutenberg-Universität Mainz sind:
- Klaus Adam, Geschäftsführer der Landesbank Rheinland-Pfalz
- Marianne Arnold, Ägyptologin, M. A., Mitbegründerin und ehemals 1. Vorsitzende des Freundeskreises Ägyptologie an der Johannes Gutenberg-Universität Mainz
- Andreas Barner, Boehringer Ingelheim
- Hermann Dexheimer, ehemaliger Chefredakteur der Allgemeinen Zeitung
- Willy Eberz, ehemaliger Präsident des Sozialgerichts Mainz, erster AStA-Vorsitzender
- Fritz Eichholz, Kanzler a. D.
- Helmut Fahlbusch, Schott Glas
- Hans Friderichs, deutscher Politiker (FDP)
- Peter Geipel
- Johannes Gerster, Jurist, deutscher Politiker (CDU)
- Helga Hammer, Mitglied des Landtages (CDU)
- Klaus Hammer, Mitglied des Landtages (SPD)
- Sibylle Kalkhof-Rose, Stifterin
- Alexander Karl, Autohaus Karl + Co.
- Anton Maria Keim, Kultur- und Schuldezernent der Stadt Mainz a. D.
- Peter Payer, Geschäftsführer der Robert Bosch Stiftung bis 1990
- Helmut Rittgen, Direktor der Hauptverwaltung Mainz der Deutschen Bundesbank
- Kurt Roeske, Vereinigung der Freunde der Universität Mainz
- Wilhelm Schmitt
- Paul Skonieczny, Staatssekretär a. D., Generaldirektor der Landesbank Rheinland-Pfalz – Girozentrale a. D.

## Inhaber der Dr. Willy Eberz-Medaille
Inhaber der Dr. Willy Eberz-Medaille für besonderes studentisches Engagement an der Johannes Gutenberg-Universität Mainz sind:
- Hendrik Büggeln
- Adeline Duvivier
- Peter H. Eisenhuth
- Olav Franzen
- Heiko Geisenhof
- Laura-Luise Hammel
- Gunther Heinisch
- Marcel Hüttel
- Volker Klemm
- Max Lindemann, Gründer von Campus Mainz e.V.
- Gisela Mainberger
- Brigitte Oberle
- Astrid Papendick
- Wolfgang Schärfe
- Stefan Schmidt
- Jana Schneiß
- Holger Schulz